# 富川磨崖仏
富川磨崖仏（とみかわまがいぶつ）は、滋賀県大津市にある鎌倉時代作の磨崖仏である。1965年（昭和40年）5月に大津市指定文化財に指定。

## 概要

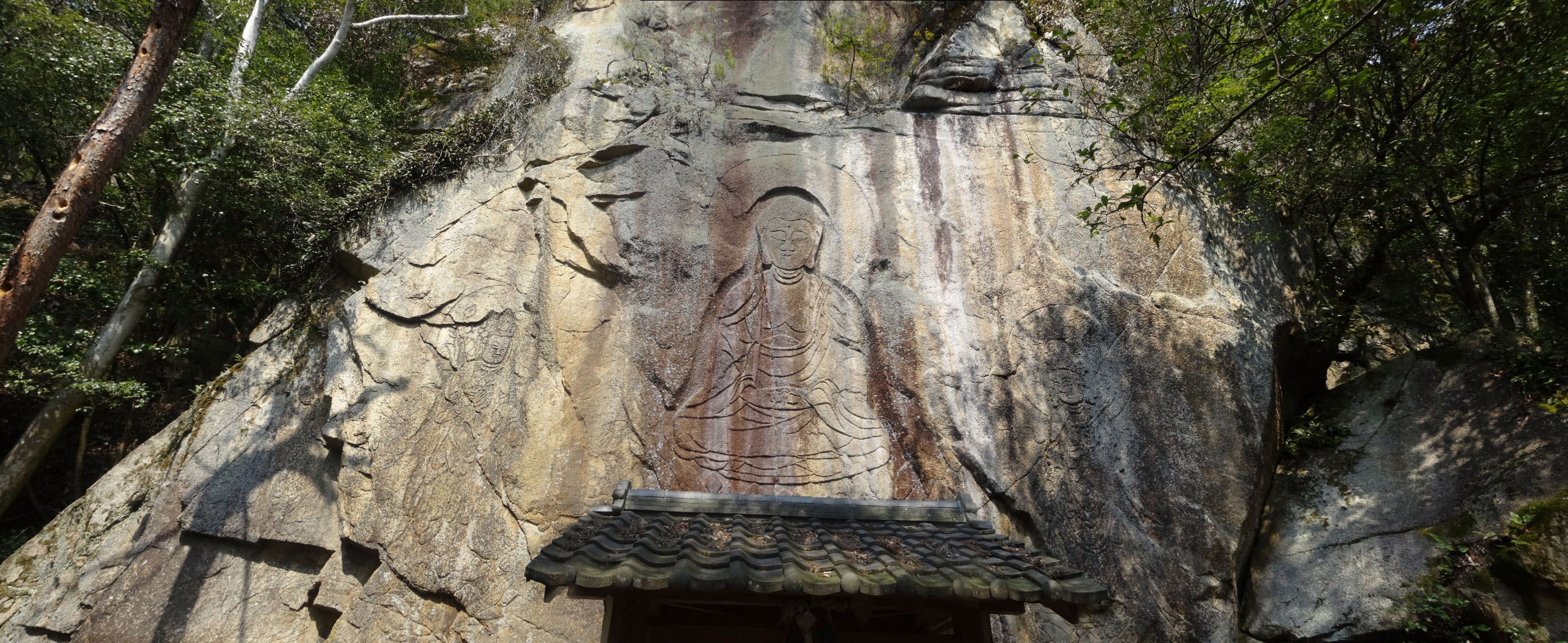
富川磨崖仏
阿弥陀三尊の左下に不動明王の線刻があるが摩滅が激しい

正式には阿弥陀三尊不動明王磨崖仏といい、高さ40mの花崗岩からなる岩壁に阿弥陀三尊と不動明王が彫られている。磨崖仏右の岩肌に応安2年（1369年）の銘文があるが、造られたのは鎌倉中期の時代と言うのが定説。もとは岩屋山明王寺跡と伝えられる。狛坂磨崖仏と並び近江を代表する磨崖石仏であり、近畿では笠置寺虚空蔵磨崖仏（像高約9m）や大野寺磨崖仏（像高約11.5m）に次ぐ規模である。本尊である中央の阿弥陀如来像は、耳辺りから鉱水が湧き流れ出て淡紅色となっており、このことから俗に「耳だれ不動」と呼ばれている。そのため、耳の病気に効験があるとして親しまれており、耳病の人の信仰を集め、参詣者も多い。
「阿弥陀三尊像」
- 阿弥陀如来像

像高3.64m。像の周囲を彫り窪めて、板彫風に線や面を薄肉彫りした陽刻である。そのため、口や目などの表現が不自然になっている。蓮華座の上に座させ、その下には格座間を配している。
- 勢至菩薩像

主尊の方を向き踏割蓮華座の上に立つ。宝冠には水瓶が付き、中尊側の手を与願印とする。
- 観音菩薩像

主尊の方を見るように斜めを向く。宝冠に化仏をあらわす。中尊側の片手を与願印とし、もう一方の手に蓮華の茎を持つ。勢至と共に薄肉彫り。
「不動明王立像」
本尊に向かって左側にあり、線刻の絵画的な表現で刻まれているが風化による損耗が激しい。阿弥陀三尊像と同じく鎌倉時代作とされる。

## アクセス
- 鉄道
  - JR東海道線「石山駅」バス「鹿跳橋」下車徒歩30分。
- 車
  - 京滋バイパス「南郷IC」、名神「瀬田東（西）IC」から30分。